# Минамиуонума (уезд)
Минамиуонума (яп. 南魚沼郡 Минамиуонума-гун) — уезд в Японии, расположенный в центральной части префектуры Ниигата. Площадь 357 км². Население 8 429 чел. (на 1 мая 2008 года). Плотность населения 23,61 чел./км².

## Состав
- посёлок Юдзава;
- посёлки Ямато и Муйка (до 1 ноября 2004) — в результате объединения появился город Минамиуонума;
- посёлок Сиодзава (до 1 октября 2005) — поглощён городом Минамиуонума.